# Cabrobó
Cabrobó é um município brasileiro do estado de Pernambuco, localizada no sertão do São Francisco.

## Geografia
Localiza-se à latitude 08º30'51" sul e à longitude 39º18'36" oeste, a uma altitude de 325 metros.

### Limites
- Norte: Terra Nova, Salgueiro e Parnamirim
- Sul: Estado da Bahia (Município de Abaré-BA)
- Oeste: Orocó
- Leste: Salgueiro e Belém do São Francisco[5]

### Hidrografia
O município encontra-se na bacia do rio São Francisco. Seu principal açude é a Barra do Chapéu, com 1 600 000 metros cúbicos.

### Distritos, bairros e povoados

#### Distritos
- Sede[5]

#### Bairros
- Alto da Temperatura
- Centro
- Cohab
- Ipsep
- Vila das Flores
- Santa Rita
- Divinópolis (Sem Teto próximo ao cemitério)
- Maria Luíza 01
- Maria Luíza 02
- Pedro Quirino
- Pedrinhas
- Beira Rio
- Vila Nova
- Vila do Ipa
- Alto do Cancão
- Subestação
- Bonitinho
- Loteamento Paraiso do Rio
- Loteamento Rocha

#### Povoados
- Nossa Senhora da Conceição
- Ilha da Assunção
- Mãe Rosa
- Murici
- Vila Junco
- Jiboia
- Vila Toco Preto
- Jatobá

### Relevo
O município localiza-se na unidade ambiental da depressão sertaneja, com relevo suave a ondulado.

### Vegetação
A vegetação predominante é a caatinga hiperxerófila.

### Solo
Em relação aos solos, nos Patamares Compridos e Baixas Vertentes do relevo suave ondulado ocorrem os Planossolos, mal drenados, fertilidade natural média problemas de sais; Topos e Altas Vertentes, os solos não Cálcicos, rasos e fertilidade natural alta; Topos e Altas Vertentes do relevo ondulado ocorrem os Podzólicos,drenados e fertilidade natural média e as Elevações Residuais com os solos Litólicos, rasos, pedregosos e fertilidade natural média.

#### Desertificação
O município de Cabrobó é um dos municípios com maior risco de desertificação do país.

### Geologia
O município de Cabrobó é constituída pelos litotipos dos complexos Gnáissico-migmatítico Sobradinho-Remanso e Riacho Seco, dos gnaisses Arapuá, Bangê e Bogó, do Complexo Saúde, dos Granitóidessin e póstectônicos.

### Clima
O clima do município é o semiárido quente, do tipo Bsh. Os verões são quentes e úmidos, e é neste período em que praticamente quase toda chuva do ano cai. Os invernos são mais amenos e secos, com a diminuição de chuvas. Segundo dados da estação meteorológica do Instituto Nacional de Meteorologia (INMET) de Cabrobó, localizada no bairro Alto da Temperatura, desde 1961 a menor temperatura registrada na cidade foi de 12,8 °C em 29 de agosto de 1981 e a maior atingiu os 40 °C em novembro de 2015, nos dias 5 e 6. O maior acumulado de precipitação registrado em 24 horas chegou a 186 milímetros (mm) em 18 de março de 1967, seguido por 177,2 mm em 25 de maio de 2016 e 172,8 mm em 24 de março de 1981.
| Dados climatológicos para Cabrobó                                                                                                   | Dados climatológicos para Cabrobó | Dados climatológicos para Cabrobó | Dados climatológicos para Cabrobó | Dados climatológicos para Cabrobó | Dados climatológicos para Cabrobó | Dados climatológicos para Cabrobó | Dados climatológicos para Cabrobó | Dados climatológicos para Cabrobó | Dados climatológicos para Cabrobó | Dados climatológicos para Cabrobó | Dados climatológicos para Cabrobó | Dados climatológicos para Cabrobó | Dados climatológicos para Cabrobó |
| Mês | Jan                               | Fev                               | Mar                               | Abr                               | Mai                               | Jun                               | Jul                               | Ago                               | Set                               | Out                               | Nov                               | Dez                               |                                   |
| --- | --------------------------------- | --------------------------------- | --------------------------------- | --------------------------------- | --------------------------------- | --------------------------------- | --------------------------------- | --------------------------------- | --------------------------------- | --------------------------------- | --------------------------------- | --------------------------------- | --------------------------------- |
| Temperatura máxima recorde (°C) | 38,6                              | 38,8                              | 38,8                              | 37,6                              | 37                                | 34,8                              | 35,5                              | 36,3                              | 39,4                              | 39,5                              | 40                                | 39,6                              |                                   |
| Temperatura máxima média (°C) | 33,8                              | 33,2                              | 33                                | 32,6                              | 31,5                              |                                   | 29,7                              | 30,7                              | 32,6                              | 34,3                              | 34,9                              | 34,5                              |                                   |
| Temperatura média compensada (°C)                                                                                                   | 28,2                              | 27,6                              | 27,5                              | 27,1                              | 26,2                              |                                   | 24,3                              | 24,9                              | 26,7                              | 28,3                              | 29,1                              | 28,8                              |                                   |
| Temperatura mínima média (°C) | 23,4                              | 23,1                              | 23,1                              | 22,8                              | 22                                |                                   | 19,9                              | 20                                | 21,1                              | 22,5                              | 23,6                              | 23,7                              |                                   |
| Temperatura mínima recorde (°C) | 16,2                              | 16,2                              | 17                                | 16,4                              | 16,4                              | 15,4                              | 13                                | 12,8                              | 16,5                              | 14,3                              | 13                                | 18,8                              |                                   |
| Precipitação (mm) | 86,1                              | 92,7                              | 102,3                             | 64,7                              | 35,3                              |                                   | 13,1                              | 4,4                               | 2,4                               | 8,9                               | 25,9                              | 48,4                              |                                   |
| Umidade relativa compensada (%) | 56                                | 61,1                              | 62,8                              | 63,3                              | 63,1                              |                                   | 63,2                              | 58,2                              | 51,3                              | 47                                | 46,5                              | 50,2                              |                                   |
| Insolação (h) | 239,7                             | 215,6                             | 240,3                             | 232,1                             | 217,8                             |                                   | 208,4                             | 253,6                             | 265,1                             | 293,5                             | 275,2                             | 261,3                             |                                   |
| Fonte: Instituto Nacional de Meteorologia (INMET) (normal climatológica de 1991-2020; recordes de temperatura: 01/01/1961-presente) |                                   |                                   |                                   |                                   |                                   |                                   |                                   |                                   |                                   |                                   |                                   |                                   |                                   |

## Demografia
Segundo estimativa do IBGE para 1.º de julho de 2021, Cabrobó possui uma população de 34 778 habitantes, distribuídos numa área de 1.658,616 km², tendo assim, uma densidade demográfica de 21 hab/km². No Censo do IBGE de 2010, a população aferida era de 30 873 habitantes, apresentando naquele ano uma densidade demográfica de 18,62 hab/km².

## Política
- O prefeito do município é Elioenai Dias Santos Filho (2025-2028).[2]
- A vice-prefeita do município é Georgia Fernanda Torres de Oliveira. [9]
- A Câmara Municipal é presidida pelo vereador Paulo Gonçalves do Nascimento.[10]

## Economia
Segundo dados sobre o produto interno bruto dos municípios, divulgado pelo IBGE referente ao ano de 2011, a soma das riquezas produzidos no município é de 217.661 milhões de reais (52° maior do estado). Sendo o setor de serviços o mais mais representativo na economia cabroboense, somando 137.245 milhões. Já os setores industrial e da agricultura representam 33.695 milhões e 32.473 milhões, respectivamente. O PIB per capita do município é de apenas 6.978,34 mil reais (44° maior do estado).

## Estrutura

### Educação
A cidade conta com duas unidades de escola estadual com ensino integral, além de uma com ensino fundamental integral e outra técnica estadual, bem como três instituições  privadas de ensino.
O município também conta com mais 20 escolas municipais entre zona urbana e zona rural, entre elas: 
• Escola Municipal Jornalista Assis Chateuabriand.
• Escola Municipal Brígida de Alencar.
• Escola Municipal André Florentino Cavalcanti.
• Escola Municipal Joaquim André Cavalcanti.
• Escola Municipal Prefeito José Caldas Cavalcanti.
• Escola Municipal Vereador José Nilton Bione de Andrade.
• Escola de Referência em Ensino Fundamental Evandro Ferreira dos Santos.
• Escola Municipal Lions Brígida de Melo Ferreira.
• Escola Municipal Antônia Caldas Brandão.
• Escola Municipal Nivaldo de Oliveira Barros.
• Creche Municipal Ansberto Julio Vidal Ferraz.
• Creche Municipal Gilma Carinhanha.
As instituições de ensino estadual públicas são:
• Escola de Referência em Ensino Médio Senador      Paulo Guerra
- Escola de Referência em Ensino Médio José Caldas Cavalcanti
- Escola de Referência em Ensino Fundamental Ministro Marcos Freire
- Escola Técnica Estadual Professora Maria Amélia de Freitas Araújo

As privadas são:
- Escola Gregório de Souza Menezes
- Colégio Espaço Livre
- Escola Lenita Viana Cabral

#### Saúde
A cidade conta com dezesseis estabelecimentos de saúde, sendo quinze deles públicos municipais e um privado.

#### Transportes
O município é cortado pela BR-116, BR-428 e PE-483. A população conta com o Aeroporto de Petrolina, estando a 180 km de distância.

#### Comunicação
FM
- 100.3 - Grande Rio FM
- 104.9 - Faixa Comunitária

TV
O município recebe o sinal da TV Grande Rio de Petrolina e da TV Jornal Interior de Caruaru

## Turismo
Um dos principais pontos e que atrai muitos turistas ao município são suas cachoeiras e as águas verdes do rio São Francisco. Há eventos como a Festa da Cerveja e as Vaquejadas, e festejos de São João.